# 史蒂文斯岩
67°37′S 64°42′E / 67.617°S 64.700°E
史蒂文斯岩（英語：Stevens Rock）是南極洲的岩石，處於斯特拉漢冰川以東2.8公里，該岩石在1931年2月由探險隊所發現，以澳大利亞海軍的指揮官命名。